# Panicum latissimum
Panicum latissimum là một loài thực vật có hoa trong họ Hòa thảo. Loài này được Spreng. mô tả khoa học đầu tiên năm 1821.